# Якимов, Иван Степанович
Ива́н Степа́нович Яки́мов (1847—1885) — российский православный богослов, библеист, гебраист, профессор Санкт-Петербургской духовной академии.

## Биография
Родился в 1847 году в семье сельского причетника в селе Верхосунье Глазовского уезда Вятской губернии. Среднее образование Якимов получал в Вятской духовной семинарии, откуда ещё до окончания курса (после 5-го класса) в 1867 году был отправлен за казённый счет в Санкт-Петербургскую духовную академию, как один из лучших воспитанников Вятской семинарии.
В студенческие годы (1867—1871) проявил интерес к библеистике, который был поддержан его учителем, профессором М. А. Голубевым. Получив степень бакалавра, он был оставлен приват-доцентом на кафедре Священного Писания Ветхого Завета академии. На этой кафедре он преподавал до конца своих дней. С 1874 года, после защиты магистерской диссертации «Отношение греческого перевода LXX толковников к еврейскому масоретскому тексту в кн. прор. Иеремии», стал доцентом, с 1883 года — экстраординарный профессор.
С 15 августа 1876 года по 15 августа 1877 года Якимов был отправлен в командировку за границу с целью знакомства с преподаванием Святого Писания в германских и других европейских университетах. Результатом научных занятий Якимова за границей стал особый метод, который он принял в толковании ветхозаветных книг — через изучение и сравнение греческого, еврейского и сирохалдейского переводов библейских книг.
Вёл в журнале «Христианское чтение» отдел толкований на книги Ветхого Завета: ему исключительно принадлежат толкования на книгу пророка Иеремии, на 27 глав книги пророка Исайи и, в значительной степени, толкования на Псалтырь.
Опубликовал обзор «Очерк истории древнееврейской литературы» в 1-м томе «Всеобщей истории литературы» (СПб., 1880, под ред. В. Корша).

Хотя деятельность его была сравнительно недолгой, он сумел внести новую струю в русскую библеистику… Магистерская диссертация Якимова… и другие его работы по древним переводам Библии внесли заметный вклад в дискуссию, которая велась в русской библеистике с первых десятилетий 19 в.— А. Мень Якимов Иван Степанович // Библиологический словарь. — СПб., 2002.
Умер 16 (28) мая 1885 года. Похоронен на Никольском кладбище Александро-Невской лавры.

### Труды
- Ветхозаветные Священные книги и вавилоно-ассирийские памятники клинообразного письма: Актовая речь // Христиан. чтение. — 1884. — Март — апр. — С. 532—552.
- Где находился земной рай?: По поводу сочинения Fr. Delitsch // Христиан. чтение. — 1882. — Сент. — окт. — С. 552—574.
- Когда пророчествовал Авдий? //Христиан. чтение. — 1885. — Янв.
- Конспект лекций по кафедре Священного Писания, преподанных студентам 1-го курса Санкт-Петербургской Духовной Академии в течение 1873—1874 учебного года. — СПб.: Лит. Траншеля, 1874. — 56 с.
- Конспект лекций по Священному Писанию Ветхого Завета, читанных студентам 2-го курса Санкт-Петербургской Духовной Академии в 1883—1884 учебном году. — СПб., 1884. — 116 с. — Литогр.
- Конспект по истории канона Ветхозаветных Священных книг. — СПб., 1885. — 36 с. — Литогр.
- Конспект по Священному Писанию Ветхого Завета: Лекции, читанные в Санкт-Петербургской Духовной Академии в 1880—1881 учебном году. — СПб., 1881. — 80 с. — Литогр.
- Критическое исследование текста славянского перевода Ветхого Завета в его зависимости от текста перевода LXX толковников // Христиан. чтение. — 1878. — Май — июнь. — С. 706—742: Июль—авг. — С. 235—248; Сент.—окт. — С. 314—340: Нояб.—дек. — С. 536—562.
- Неповрежденность Книги пророка Иеремии // Христиан. чтение. — 1876. — Май — июнь. — С. 643—682; Июль — авг. — С. 25—68.
- О происхождении Книги Екклезиаста // Христиан. чтение. — 1887. — Март — апр. — С. 197—236.
- О происхождении Книги Песнь Песней // Христиан. чтение. — 1887. — Май — июнь. — С. 469—507.
- О происхождении Книги Премудрости Иисуса сына Сирахова // Христиан. чтение. — 1887. — Сент. — окт. — С. 299—311.
- О происхождении Книги Премудрости Соломоновой // Христиан. чтение. — 1887. — Июль. — С. 1—18.
- О происхождении Книги Притчей // Христиан. чтение. — 1887. — Янв. — февр. — С. 3—19.
- Объяснение 5-й главы Книги Судей Израилевых // Христиан. чтение. — 1889. — Сент. — окт. — С. 259—279.
- Опыты соглашения Библейских свидетельств с показаниями памятников клинообразного письма // Христиан. чтение. — 1884. — Ч. 2. — С. 21—62.
- Отношение греческого перевода LXX толковников к еврейскому мазоретскому тексту в Книге пророка Иеремии: Магист. дис. — СПб., 1874. — X, 336 с.
- Первая и вторая книги Паралипоменон. — СПб., 1874. — 89 с. — Литогр.
- По поводу мнения преосвященного Феофана о значении русского перевода Ветхозаветных книг, изданного по благословению Св. Синода // Церков. вестник. — 1876. — № 13, 19, 35.
- Происхождение Книги пророка Даниила. — СПб., 1884. — 87 с. — Литогр.
- Толкование на Книгу св. пророка Иеремии: Вып. 1—2. — СПб.: Тип. Елеонского, 1879—1880. Вып. 1: Гл. 1—17. — 1879. — 322 с. Вып. 2: Гл. 18—52. — 1880. — 324—792, 11 с. (pdf)
- То же // Христиан. чтение. — 1879—1880. — Янв. — дек.
- Толкование на Книгу св. пророка Исайи: Толкования на Ветхий Завет, издаваемые при С.-Петербургской Духовной Академии. Вып. 5—6, 9—10 / Сост. И. Якимов, Ф. Елеонский. И. Е. Троицкий. — СПб.: Тип. Елеонского, 1883. — 937 с. , Часть 1.
- То же // Христиан. чтение. — 1883. — Май — дек.; 1884. — Март — окт.; 1885. — Янв. — июнь; 1886. — Янв. — дек.

### О нём
- Венок на могилу профессора Ивана Степановича Якимова // Христиан. чтение. — 1885. — Ч. 2. — С. 207—225.
- Елеонский Ф. Г. Деятельность покойного проф. И. С. Якимова по составлению комментария на книги Ветхого Завета: К годовщине его смерти. — СПб.: Тип. Деп. уделов, 1886. — 7 с.
- Елеонский Ф. Г. Деятельность покойного проф. И. С. Якимова по составлению комментария на книги Ветхого Завета: К годовщине его смерти. // Церков. вестник. — 1886. — № 20. — С. 333—335.
- Иван Степанович Якимов: Некролог // Истор. вестник. — 1885. — Сент. — С. 639.
- Савельев А. И. Памяти Ивана Степановича Якимова // Христиан. чтение. — 1885. — Ч. 2. — С. 739.
- И. Т. Профессор И. С. Якимов // Церковный Вестник. — 1885. — № 20.